# Apocalypse 91… The Enemy Strikes Black
Az Apocalypse 91... The Enemy Strikes Black a Public Enemy amerikai hiphopegyüttes negyedik nagylemeze (1991). A Billboard 200-on a negyedik helyig jutott, a Top R&B/Hip-Hop albumlistát pedig vezette. 1991. november 26-án, egymillió eladott példány után megkapta a platina minősítést a RIAA-tól. Szerepel az 1001 lemez, amit hallanod kell, mielőtt meghalsz című könyvben.
Az album címe két filmre utal: Apokalipszis most és Csillagok háborúja V: A Birodalom visszavág. A lemez mellé megjelent kislemezek: Can't Truss It, Shut Em Down és B-oldala a By the Time I Get to Arizona. Utóbbi videóklipjében a Public Enemy megöli Arizona kormányzóját, Evan Macham-et, aki elutasította Martin Luther King születésnapjának nemzeti ünneppé való tételét.

## Az album dalai
|     | Cím                              | Szerző(k)                                                  | Hossz |
| --- | -------------------------------- | ---------------------------------------------------------- | ----- |
| 1.  | Lost at Birth                    | Ridenour, Robertz, Gary G, Wiz, Depper                     | 3:49  |
| 2.  | Rebirth                          | Ridenour, Robertz, Gary G, Wiz, Depper                     | 0:59  |
| 3.  | Nighttrain                       | Ridenhour, Robertz, Gary G, Wiz, The JBL, Depper           | 3:27  |
| 4.  | Can't Truss It                   | Ridenour, Robertz, Gary G, Wiz, Depper                     | 5:21  |
| 5.  | I Don't Wanna Be Called Yo Niga  | Drayton, Gary G, Wiz, Robertz                              | 4:23  |
| 6.  | How to Kill a Radio Consultant   | Ridenour, Robertz, Gary G, Wiz, Depper                     | 3:09  |
| 7.  | By the Time I Get to Arizona     | Ridenhour, Robertz, Gary G, Wiz/Depper, Mandrill, Santiago | 4:48  |
| 8.  | Move!                            | Ridenour, Robertz, Gary G, Wiz, Depper                     | 4:59  |
| 9.  | 1 Million Bottlebags             | Ridenour, Robertz, Gary G, Wiz, Depper                     | 4:06  |
| 10. | More News at 11                  | Drayton, Gary G, Wiz, Robertz                              | 2:39  |
| 11. | Shut 'em Down                    | Ridenour, Robertz, Gary G, Wiz, Depper                     | 5:04  |
| 12. | A Letter to the New York Post    | Drayton, Gary G, Wiz, Robertz                              | 2:45  |
| 13. | Get the Fuck Outta Dodge         | Ridenhour, Houston                                         | 2:38  |
| 14. | Bring the Noise (az Anthraxszal) | Ridenhour, Shocklee, Sadler, Anthrax                       | 3:47  |

## Közreműködők

### Public Enemy
- Chuck D
- Flavor Flav
- Terminator X

### További közreműködők
- Anthrax – előadó (14)
- Frank Able – billentyűk
- Allen Givens – kürt
- Ricky Gordon – ütőhangszerek
- Tyrone Jefferson – kürt
- Al MacDowell – basszusgitár
- Steve Moss – ütőhangszerek
- Fred Wells – gitár
- Lorenzo "Tony" Wyche – kürt
- Michael Angelo – keverés

## Fordítás
Ez a szócikk részben vagy egészben az Apocalypse 91... The Enemy Strikes Black című angol Wikipédia-szócikk ezen változatának fordításán alapul.  Az eredeti cikk szerkesztőit annak laptörténete sorolja fel. Ez a jelzés csupán a megfogalmazás eredetét és a szerzői jogokat jelzi, nem szolgál a cikkben szereplő információk forrásmegjelöléseként.